# Aulacaspis longanae
Aulacaspis longanae is een schildluis uit de familie van de Diaspididae. De wetenschappelijke naam van de soort werd voor het eerst geldig gepubliceerd in 1980 door Chen, Wu en Su.